# سيرجي سوسنوفسكي
سيرجي فالنتينوفيتش سوسنوفسكي (1 يناير 1955 - 3 يوليو 2022)، هو ممثل سوفيتي وروسي. فنان الشعب الروسي (2004). ظهر في 100 فيلم.

## روابط خارجية
- سيرجي سوسنوفسكي على موقع IMDb (الإنجليزية)
- سيرجي سوسنوفسكي على موقع قاعدة بيانات الفيلم (الإنجليزية)
- سيرجي سوسنوفسكي على موقع كينوبويسك (الروسية)